# ماجي كيجوزي
مارغريت بليك كيجوزي (بالإنجليزية: Margaret Blick Kigoz) ، المعروفة باسم ماجي كيغوزي وهي طبيبة أوغندية ومستشارة في مجال الأعمال ومعلمة رياضية. وهي مستشارة في منظمة الأمم المتحدة للتنمية الصناعية (UNIDO). عملت سابقاً كمدير تنفيذي لهيئة الاستثمار الأوغندية (UIA) ، من 1999 حتى 2011.

## حياتها
ولدت مارغريت بليك في فورت بورتال إلى جورج وليام بليك، وهو مهندس مدني في وزارة الأشغال والنقل في أوغندا ومولي جونسون بليك وهي مصممة أزياء. كان والدها وأشقائها من راكبي الدراجات النارية في أوغندا وشرق أفريقيا في الستينيات والسبعينيات. كانت مارغريت نفسها راكبة للدراجات النارية. التحقت بمدرسة أغا خان الابتدائية في كامبالا، ومدرسة غايازا الثانوية في مقاطعة واكيسو من أجل تعليمها في المستوى العادي ومدرسة كولولو الثانوية العليا، في كامبالا ، من أجل تعليمها في المستوى المتقدم. في عام 1970 دخلت كلية الطب في جامعة ماكيري ، وتخرجت في عام 1974 بدرجة بكالوريوس الطب والجراحة.

## عملها
بعد عام من التدريب في أوغندا، هاجرت إلى زامبيا في جنوب أفريقيا، من عام 1977 حتى عام 1979. عادت إلى أوغندا في عام 1979 بعد إزالة عيدي أمين من السلطة، ولكن اضطرت إلى الفرار إلى جوار كينيا ، بعد استيلاء ميلتون أوبوتي على السلطة في عام 1980. استمرت ممارستها للطب في كينيا حتى عام 1986 ، عندما عادت مرة أخرى إلى أوغندا، بعد تغيير آخر للحكومة في كامبالا. عملت كطبيبة لأعضاء برلمان أوغندا وعائلاتهم، من عام 1986 حتى عام 1994.
في عام 1994 ، بعد الوفاة المفاجئة لزوجها، انضمت إلى Crown Bottlers Uganda Limited كمديرة تسويق. خلال فترة ولايتها في Crown Bottlers ، تم تعيينها كعضوة لمجلس إدارة اتحاد الشركات المصنعة لأوغندا. عملت في شركة التعبئة حتى تم تعيينها مديرة تنفيذية في هيئة الاستثمار الأوغندية (UIA) في عام 1999. وهي أول شخص وأول امرأة تخدم في هذا المنصب في UIA.
بالإضافة إلى المسؤوليات التي تم الاستشهاد بها، كان لدى ماجي الأدوار الإضافية التالية:
- رئيس رابطة الكشافة الأوغندية
- أستاذة مشاركة في الاقتصاد في جامعة ماكيريري
- عضوة في المجلس الاستشاري للتحالف المصرفي العالمي من أجل المرأة (GBA)
- مديرة مجلس ترويج صادرات أوغندا
- عضوة مجلس إدارة شركة كراون للمشروبات المحدودة - مصنعي وموزعي شركة بيبسي كولا في أوغندا
- مؤسسة شبكة سيدات أعمال أوغندا للاستثمار
- مسؤولة عن منتدى الأعمال التجارية لآسيا
- أخصائية رياضية في كرة المضرب والهوكي وإسكواتش.
- لفترة ما قبل عام 2011 ، كانت الدكتورة كيجوزي مستشارًا لجامعة نكومبا.[7]

## حياتها الشخصية
قبل مغادرتها أوغندا وانتقالها إلى زامبيا في عام 1977 ، تزوجت بليك من دانيال سيروانو كيغوزي. كان لديهم ثلاثة أطفال، جميعهم من خريجي الجامعات. توفي دانييل كيغوزي فجأة في عام 1994.

## وصلات خارجية
- Website of Uganda Investment Authority
- Website of UNIDO
- Newspaper Interview With Newvision Uganda